# 1800 Aguilar
1800 Aguilar este un asteroid din centura principală, descoperit pe 12 septembrie 1950, de Miguel Itzigsohn.